# Пробив (филм)
Пробив (на руски: Прорыв) е руски драматичен филм от 2006 година на режисьора Виталий Лукин, основан на реални събития от периода на Втората чеченска война.

## Сюжет
Руска десантна рота се оказва изолирана в северен Кавказ. Изправена срещу цяла армия от терористи, които се стремят да пленят заложници и да диктуват условия и предявяват искания, тя чака подкрепления, сражавайки се до последния войник.

## Актьорски състав
- – Игор Лифанов
- – Александър Песков
- – Александър Клюквин
- – Анатолий Котенев
- – Марина Могилевска
- – Виктор Низовой
- – Олег Щефанко
- – Александър Пашков
- – Маша Поликарпова
- – Мария Глазкова
- – Павел Галич
- – Наталия Панова
- – Анатолий Дзиваев
- – Александър Цуркан
- – Матвей Лапин
- – Илдус Абрахманов